# رودي برودر
رودي برودر هو عازف بيانو بلجيكي، (ولد في بروكسل في بلجيكا 1914  م).

## وصلات خارجية
- رودي برودر على موقع ميوزك برينز (الإنجليزية)
- رودي برودر على موقع ديسكوغز (الإنجليزية)